# 1888 en rugby à XV
Cette page présente les faits marquants de l'année 1888 en rugby à XV : les principales compétitions et évènements liés au rugby à XV et rugby à sept ainsi que les naissances et décès de grandes personnalités de ce sport.

## Principales compétitions
- Tournoi britannique (du 4 février au 10 mars 1888)

## Événements
De nouvelles règles du rugby sont publiées en 1888 : Laws of the Rugby Football Union.

### Février
- 4 février : le pays de Galles bat l'équipe d'Écosse à Newport grâce à un essai marqué, alors que le match se termine sur un score de parité de zéro partout[1].

### Mars
- 3 mars : l'Irlande bat le pays de Galles sur le score de 2 à 0 chez elle à Lansdowne Road[2]
- 8 mars : départ d'une sélection anglaise en tournée en Nouvelle-Zélande et en Australie. Elle y dispute 35 matchs (27 victoires, six nuls et deux défaites).
- 10 mars : l'Écosse l'emporte sur l'Irlande sur le score de 1 à 0 à Édimbourg[3]. Le Tournoi britannique n'est pas terminé à cause du boycott de l'Angleterre par les trois autres équipes, la fédération anglaise ne voulant pas s'affilier au récent International Rugby Football Board[4].

### Juin
- 23 juin : premier match de la tournée britannique d’une équipe de Nouvelle-Zélande surnommée « The Natives ». Elle compte dans ses rangs cinq joueurs māori. Ces « touristes » étonnent en signant 49 victoires en 74 matchs au cours de cette tournée ; quatre matchs par semaine sont au programme.

## Naissances
- 31 juillet : Jean Caujolle, joueur de rugby à XV français   († 30 mars 1943).
- 6 octobre : Louis-Bernard Dancausse, joueur de rugby à XV puis dirigeant de football français. Président de l'OM de 1945 à 1951 puis président de la LFP de 1956 à 1961 († 20 mars 1961).